# Lista odcinków serialu Całkiem nowe lata miodowe
| Nr  | Tytuł                   | Opis odcinka | Data pierwszej emisji |
| --- | ----------------------- | --- | --------------------- |
| 1.  | Willa                   | Karol i Tadzio wpadają na pomysł, by sprzedać swoje mieszkania i zamieszkać w willi w Konstancinie. Są przekonani, że niedługo rozkręcą interes życia, więc nie będzie kłopotów ze spłacaniem rat. Pierwsza rata wynosi 200 tysięcy. Po sprzedaniu mieszkań zatrzymują się wraz z żonami u mamy Aliny, która przebywa w sanatorium. We czwórkę gnieżdżą się w dwóch pokojach, ale wizja willi osładza im wszelkie niedogodności losu. Nie mogą tylko dojść do porozumienia, kto będzie mieszkał na dole, a kto na górze wspólnego domostwa. Karol i Tadzio dopiero przy podpisywaniu umowy odkrywają, że zaliczka wynosi 200 tysięcy euro, a nie złotych, jak myśleli wcześniej. Raty w euro są poza ich zasięgiem finansowym. | 4 września 2004       |
| 2.  | Bajkowa – róg wspomnień | Karol i Tadzio kłócą się z powodu nieudanej transakcji zakupu domu. Tymczasem mama Aliny wraca z sanatorium. Życie pod jednym dachem w 5 osób jest nie do zniesienia. Karol i Tadzio wyprowadzają się do zajezdni. W końcu nocują w nieużywanym garażu Poldka Misiaka. Ich żony przeprowadzają się do taniego domu-bliźniaka. W tajemnicy przed mężami wpłacają pierwszą ratę. Dom mieści się przy ulicy Bajkowej, niedaleko ulicy Wspomnień. Karol i Tadzio postanawiają odszukać swoje małżonki. | 11 września 2004      |
| 3.  | Nowy dom                | Karol i Tadzio postanawiają uwolnić Danusię z rąk podejrzanego adoratora. Niestety, w bezpośrednim starciu odnoszą druzgocącą porażkę. Wkrótce okazuje się, że ich rywal w rzeczywistości jest sąsiadem, pomagającym Danusi i Alinie przy przeprowadzce. Gdy okazuje się, że mężczyzna jest człowiekiem sukcesu, Karol postanawia się z nim zaprzyjaźnić. Od tej pory będzie go zasypywał kolejnymi pomysłami. Tymczasem wraz z Tadziem zwiedzają nowy dom, który kupiły ich żony. Obaj mają mnóstwo pomysłów na jego urządzenie. Wkrótce wybucha ogromna awantura. Powodem jest podział ogrodu. Dziewczyny zarządzają sprzątanie i malowanie. Karol i Tadzio odmalowują pokój, co powoduje jeszcze większe zamieszanie. | 18 września 2004      |
| 4.  | Sąsiedzi                | Karol i Tadzio zdemolowali mieszkanie w trakcie malowania. Ich żony starają się po nich posprzątać. Nagle w domu pojawia się sąsiadka – Agnieszka. Gospodarze częstują ją kompotem. Starają się być bardzo gościnni. Próbują wyjaśnić Agnieszce, czym się zajmują. Wkrótce na miejscu pojawiają się Alina i Danka. Agnieszka wychodzi, jednak Karol i Tadzio nie mogą o niej zapomnieć. Zastanawiają się, czym mogą jej zaimponować. Karol wybiera się do Rafała, żeby przedstawić mu swój idiotyczny pomysł wynalazku – nowej komórki wieloczynnościowej. Rafał przyjmuje go w swoim domu – przy basenie. Karol, przedstawiając sąsiadowi swoją wizję pomysł, wpada do wody. Po powrocie do domu oświadcza Alinie, że rzuca pracę. Jego żona jest przerażona. | 25 września 2004      |
| 5.  | Biznesplan              | Karol i Tadek wybierają się do banku. Zamierzają wystąpić o kredyt, który pozwoliłby im rozkręcić interes. Alina i Danka wątpią w to, czy im się uda. Ich mężowie nie napisali nawet biznesplanu. Oczywiście, rozmowa z bankierem kończy się totalną klapą. Tadek i Karol postanawiają zabrać się profesjonalnie do rzeczy. Zakupują książki dotyczące biznesu i zabierają się do samokształcenia w dziedzinie praw rynku. Łamią sobie głowy nad znaczeniem słów takich jak hipoteka i rewindykacja. Nagle do salonu wpada wściekła Danka z wieścią, że w ich sypialni właśnie przecieka sufit i całe łóżko jest mokre. Czwórka przyjaciół ląduje w sypialni Krawczyków w jednym łóżku. | 2 października 2004   |
| 6.  | Czyste pieniądze        | Karol i Tadek znów wybierają się do banku. Ich dobre samopoczucie zostaje zakłócone przez kolejne ponaglenie dotyczące spłaty kredytu. Gdy za oknem rozlega się klakson, obaj wpadają w panikę. Sądzą, że pod ich drzwiami czeka komornik. Okazuje się, że to człowiek z szambiarką, który proponuje im lewy układ z wywozem nieistniejących nieczystości. Karol przegania oszusta. Wizyta w banku kończy się jak zwykle niepowodzeniem. Projekt ich przedsięwzięcia zostaje oceniony jako pozbawiony sensu. Ich żony wyciągają pochowane po kątach zaskórniaki, z których zbiera się kwota na spłatę raty. Tymczasem Karol wpada na pomysł, że złamie rękę Tadkowi. Pieniądze z ubezpieczenia pozwolą im wyjść z kłopotów. Tadek w panice ucieka przed Karolem. | 9 października 2004   |
| 7.  | Zaproszenie             | U Agnieszki w domu ma się odbyć bal charytatywny. Norkowie i Krawczykowie dostają na niego zaproszenie, jednak wstęp kosztuje aż 500 złotych od pary. Alina i Danka, nie mając tak dużej kwoty, rezygnują z zabawy. Karol przekonuje kobiety, że kontakty nawiązane podczas imprezy będą miały duże znaczenie dla interesu jego i Tadka. Mężczyzna postanawia, że zamiast wygórowanej opłaty jego żona upiecze ciasteczka dla uczestników balu. Produkty na nie Karol wykrada ze spiżarni swojej teściowej. Niebawem u Krawczyków zjawia się mama Aliny. Rozpoznaje swoje przetwory na ciasto. | 16 października 2004  |
| 8.  | Sprzedawcy marzeń       | Karol i Tadek wraz z żonami udają się na przyjęcie charytatywne. Podczas balu Tadzik odciąga brylującego wśród gości przyjaciela i informuje go o nagłych kłopotach. Mówi mu, że zatkało się szambo i trzeba je natychmiast udrożnić, by impreza nie skończyła się przedwcześnie. Koledzy decydują się na podjęcie akcji ratunkowej. Przebierają się, by żaden z gości nie rozpoznał ich przy tak niegodnym zajęciu. Z powodu problemów z szambem Karol spóźnia się na aukcję, którą miał poprowadzić. | 23 października 2004  |
| 9.  | Komornik                | Do domu Krawczyków i Norków wdziera się komornik. Wykorzystał moment nieobecności gospodarzy. Mężczyzna pieczętuje wszystkie wartościowe rzeczy znajdujące się na miejscu. Znajduje starą maszynę do szycia, o której nikt z gospodarzy nie miał pojęcia. Wkrótce okazuje się, że funkcjonariusz pomylił adres i zajął niewłaściwy dom. Karol i Tadzio umawiają się z nim na piwo. Gdy panowie toczą dysputę w barze, Alina i Danka wpadają na pomysł wykorzystania starej maszyny i uszycia wyprawki dla przyszłego dziecka Ali i Karola. W drodze z baru, Karol wpada na pomysł kolejnego biznesu, który ma zapewnić jego najbliższym dostatek i powodzenie. Kiedy widzi, że jego żona postanowiła szyć ze starych ścinków ubrania dla jego syna, dostaje ataku wściekłości. | 30 października 2004  |
| 10. | Szambella               | Tadzio stwierdził, że pomysły biznesowe Karola zawsze prowadzą do katastrofy. Postanawia trzymać się swojej szambiarki. Tymczasem dziewczyny w drodze z zakupów wpadają na pomysł spreparowania metek i doszycia ich do ubrań szytych na maszynie. Mają nadzieje, że ubranka z firmową metką będą mniej drażnić Karola. Okazuje się, że Danka jest w szóstym tygodniu ciąży. Tadek jeszcze nie wie, że zostanie ojcem. Tymczasem zamartwia się tym, że Karol nie chce włączyć się w jego pomysł z szambiarką. Gdy wraca do domu, Danka usiłuje mu powiedzieć, że będą mieli dziecko. Później następuje seria niedomówień. W jej wyniku Tadek jest święcie przekonany, że Karol chce mu odebrać szambiarkę, a Danka, Ala i Karol myślą, że Tadzio ma gdzieś już jakieś dziecko. | 6 listopada 2004      |
| 11. | Szantażyści             | Alina i Danka chcą założyć własną firmę dziewiarską. Taki pomysł podsunęła im Agnieszka. Ma ona im pomóc w zdobyciu nowoczesnej maszyny do szycia. Wracając do domu Agnieszka spotyka Rafała. Mężczyzna bardzo by chciał powiedzieć jej prawdę o swoich uczuciach. Niestety, jest chorobliwie nieśmiały. Wkrótce Agnieszka znajduje w swojej skrzynce tajemniczy list. Jest przekonana, że pada ofiarą szantażysty. Okazuje się, że listy od szantażysty dostali wszyscy w okolicy oprócz Norków i Krawczyków. Dzielnicowy, przesłuchując zdezorientowaną czwórkę, pokazuje im ów list – ulotkę. Tadzio blednie z przerażenia. | 13 listopada 2004     |
| 12. | Nie ma jak ciąża        | U Krawczyków zjawiają się Jan Marszałek z Pamelą. Mężczyzna chce złożyć Karolowi i Tadkowi gratulacje za wygraną w konkursie Pierwszy biznesowy krok. Wkrótce okazuje się, że chodzi o Bejbusia, firmę Aliny i Danki. Jan Marszałek jest tak zachwycony projektem, że chce odkupić od nich firmę. Alina i Danka nie dopuszczają do siebie takiej możliwości. Karol i Tadzio postanawiają nakłonić je do tego pomysłu. Podstępem zatrzymują Jana Marszałka z Pamelą na noc. Tymczasem po zmroku dochodzi do skandalicznych wydarzeń. Rankiem panowie muszą się gęsto tłumaczyć przed swoimi żonami. Alina i Danka wybaczą Karolowi i Tadkowi nocne ekscesy pod warunkiem, że ci nigdy nie będą się wtrącać w sprawy związane z ich firmą. | 20 listopada 2004     |
| 13. | Casting na szwaczkę     | Alina urządza szwalnię w garażu. Nagle dostaje skurczy porodowych. Do szpitala odwożą ją Rafał, Agnieszka i Danka. Karol i Tadek byli w barze, gdzie użalali się nad swym losem. Gdy w końcu odwiedzają Alinę w szpitalu, zostają zatrzymani na dwudniowej obserwacji. Żony proszą ich, by przeprowadzili nabór szwaczek do firmy. Mężczyźni organizują profesjonalny casting. Każą się przebrać kobietom poszukującym pracy w stroje kąpielowe i zaprezentować na wybiegu. Niespodziewanie w domu pojawiają się Alina z Danką. | 27 listopada 2004     |
| 14. | Szkoła rodzenia         | Karol i Tadek, zmuszeni do porządkowania ogrodu, zastanawiają się, jak pozbyć się na jakiś czas swoich żon. Zamierzają znaleźć im jakieś absorbujące zajęcie. Postanawiają wysłać je do szkoły rodzenia. Prowadzącym szkolenie będzie doktor Zawisza. Jednak nic nie układa się po myśli sprytnych mężczyzn. W efekcie zabiegów Ali i Danki na kursie lądują Karol, Tadek oraz rodzice Aliny. Dziewczyny tymczasem wychodzą na spotkanie biznesowe. Ojciec Aliny symuluje atak korzonków i wymyka się na randkę ze swą byłą sekretarką. Doktor Zawisza w pewnym momencie sugeruje, że żony Karola i Tadzia nie należą do najwierniejszych. Rozwścieczona tym stwierdzeniem teściowa Karola, wyrzuca doktora z domu i postanawia poprowadzić dalej szkolenie. Z tej opresji nieszczęsnych przyszłych ojców ratują żony wracające ze spotkania biznesowego. Przynoszą jednak wieści, że próbna kolekcja Bejbusia bardzo spodobała się klientom. | 4 grudnia 2004        |
| 15. | Swaty                   | Danka i Alina postanawiają wyswatać Rafała z Agnieszką. Karol i Tadek również mają taki zamiar. Danka czyta książki o magii. Tam szuka wskazówek, jak można wzbudzić uczucie pomiędzy dwojgiem ludzi. Chce wykorzystać do tego kolczyk Agnieszki, który potem Ala znalazła przed jej domem. Wkrótce przyszli małżonkowie zostają zaproszeni na herbatę do Krawczyków. Agnieszka w ostatniej chwili odwołuje swoje przyjście. Na stole znajduje się torcik, który rzekomo, Agnieszka upiekła specjalnie dla Rafała. Przypadkowo Karol zjada kawałek przeznaczony dla Rafała. Po chwili zrywa się z dzikim krzykiem. Ułamał ząb na kolczyku Agnieszki, który Danka specjalnie włożyła do tortu, aby Rafał go zjadł i zakochał się w Agnieszce. | 11 grudnia 2004       |
| 16. | Pret a porter           | Alina i Danka są już w zaawansowanej ciąży. Pewnego dnia obie zostają zaproszone na prestiżowy pokaz mody znanego projektanta, Aladiusa Klinge. Mają tam zaprezentować kolekcję ubranek dla dzieci wyprodukowanych przez ich firmę. Karol i Tadek zamierzają zająć się profesjonalnym przygotowaniem pokazu. Pod nieobecność dziewczyn zapraszają do domu atrakcyjną modelkę. Karol szyje dla dziewczyny ogromną pieluchę. Przypłaca to poranionymi palcami. Wreszcie nadchodzi dzień wielkiego pokazu. Karol i Tadek udzielają jakichkolwiek wywiadów, potem będą w telewizji i pozują do zdjęć w towarzystwie modelek. | 18 grudnia 2004       |
| 17. | Narodziny               | Karol i Tadzio oczekują w szpitalu narodzin dzieci. Dowiadują się, że wszystko potrwa jeszcze jakiś czas i wracają do domu. Panowie postanawiają przygotować mieszkanie na przyjęcie potomków i zamieniają salon w pobojowisko. Po telefonie ze szpitala wracają do żon. Na miejscu okazuje się, że to Danka urodziła synka. Zawiedziony Karol walczy jednak z zazdrością i ze szczęściem, ponieważ jemu urodziła się córeczka. W domu przyjaciele zastają matkę Aliny, który ta zapędza obu panów do robienia porządków. W końcu jednak w domu zjawiają się dzieci. | 25 grudnia 2004       |